# Lijst van religieuze gebouwen in Istanbul
Dit artikel geeft een (incomplete) lijst van alle huidige en voormalige religieuze gebouwen in de stad Istanbul, Turkije. Verreweg de meeste kerken zijn te vinden in het district Fatih en stammen uit de Byzantijnse tijd.
| Foto | Turkse naam                        | Nederlandse betekenis                | Originele naam                          | Huidige functie | Opening       | Locatie                   |
| ---- | ---------------------------------- | ------------------------------------ | --------------------------------------- | --------------- | ------------- | ------------------------- |
|      | Aya Triada                         | Heilige Drie-eenheid                 | Hagia Triada                            | Kerk            |               | Kadikoy, Istanbul         |
|      | Aya Triada                         | Heilige Drie-eenheid                 | Hagia Triada                            | Kerk            |               | Beyoglu, Istanbul         |
|      | Aya Yorgi                          | St. Joris                            | Hagios Georgios                         | Kerk            |               | Çengelköy, Istanbul       |
|      | Surp Krikor Lusaveriç Kilisesi     | Gregorius de Verlichterkerk          | Surp Krikor Lusaveriç                   | Kerk            |               | Kuzguncuk, Istanbul       |
|      | Aya Euphemia kilisesi              | St. Euphemiakerk                     | Hagia Euphēmia                          | Kerk            |               | Kadikoy, Istanbul         |
|      | Aya Foca kilisesi                  | St.Focaskerk                         | Hagia Foca                              | Kerk            |               | Ortakoy, Istanbul         |
|      | Aya Nikola                         | St.Nicholaaskerk                     | Hagia Nikola                            | Kerk            |               | Prinseneilanden, Istanbul |
|      | Balikli Rum Hastanesi              | Balikli Griekse kerk                 | Baliklikerk                             | Kerk            |               | Balıklı, Istanbul         |
|      | Meryem Ana Rum Manastiri           | Moeder-maria van de lente            | Moni tis Theotóku tis Pigis             | Kerk            | 1835          | Balıklı, Istanbul         |
|      | Meryem Ana kilisesi                | Moeder-mariakerk                     | Moeder-mariakerk                        | Kerk            |               | Galata, Istanbul          |
|      | Aya Kyriaka kilisesi               | St.Kyriakikerk                       | Hagia Kyriaka                           | Kerk            |               | Kumkapı, Istanbul         |
|      | Aya Yorgi Potiras kilisesi         | George Potiraskerk                   | Hagia George Potiras                    | Kerk            |               | Fener, Istanbul           |
|      | Manastir Camii                     | Kloostermoskee                       | ?                                       | Moskee          |               | ?, Istanbul               |
|      | Kasim Aĝa Mescidi                  | Kasim Aĝa moskee                     | ?                                       | Moskee          |               | ?, Istanbul               |
|      | Aya Menas                          | St. Menaskerk                        | Hagios Menos                            | Woning          |               | ?, Istanbul               |
|      | Aya Polieuktos Kilisesi            | St.Polyeuktoskerk                    | Hagios Polyeuktos                       | Ruïne           |               | ?, Istanbul               |
|      | Sen Piyer Kilisesi                 | St.Peterus en Pauluskerk             | SS Peter en Pauluskerk                  | Kerk            | 1841          | Galata, Istanbul          |
|      | Częstochowalı Meryem Ana Kilisesi  | Czestochowaanse Moeder Maria kerk    | Onze vrouw van Częstochowa kerk         | Kerk            | 1914          | Polonezköy, Istanbul      |
|      | Alman Protestant kilisesi          | Duits-protestantse kerk              | ?                                       | kerk            | ?             | Beyoğlu, Istanbul         |
|      | Ayatriada Manastırı                | Klooster van de Heilige Drie-eenheid | Halkiseminaire                          | Onbruik         |               | Prinseneilanden, Istanbul |
|      | Notre Dame de Lourdes              |                                      | Notre Dame de Lourdes                   | Kerk            |               | ?, Istanbul               |
|      |                                    | Wederopstandingskerk                 | Surp Asdvadzadzin                       | Kerk            |               | ?, Istanbul               |
|      | Surp Astvazazin Verapohum Kilisesi | Wederopstandingskerk                 | Surp Astvazazin Verapohum               | Kerk            |               | Prinseneilanden, Istanbul |
|      | Koca Mustafa Paşa Camii            | Mustafa Paşamoskee                   | Heilige Andreas van Kreta-kerk          | Moskee          | 1284          | Fatih, Istanbul           |
|      | St. Antuan Katolik kilisesi        | Sint-Antonius katholieke kathedraal  | Sint-Antoniuskathedraal                 | Kerk            | 1725          | Beyoğlu, Istanbul         |
|      | Kariye Müzesi                      | Kariye museum                        | Chorakerk                               | Museum          | 1081          | Edirnekapı, Istanbul      |
|      | Molla Zeyrek Camii                 | Zeyrekmoskee                         | Kerk van Christus Pantocrator           | Moskee          | 1124          | Fatih, Istanbul           |
|      | Eski Imaret Camii                  | Eski minaret moskee                  | Kerk van Christus Alziende              | Moskee          | 1087          | Fatih, Istanbul           |
|      | Arap Camii                         | Arapmoskee                           | Kerk van de heilige Paulus              | Moskee          | 1233          | Beyoğlu, Istanbul         |
|      | Sancaktar Hayrettin Mosque         | Sancaktar Hayrettin Moskee           | Klooster van de Vazen                   | Moskee          | ongeveer 800  | Fatih, Istanbul           |
|      | Aya Yorgi                          | Heilige Joris-kerk                   | Kerk van de heilige Joris               | Kerk            | 1720          | Fatih, Istanbul           |
|      | Aya İrini                          | Kerk van de heilige vrede            | Hagia Irene                             | Concertzaal     | 360           | Eminönü, Istanbul         |
|      | Ayasofya                           | Kerk van de heilige wijsheid         | Hagia Sophia                            | Museum          | 537           | Eminönü, Istanbul         |
|      | Molla Fenâri Îsâ Câmîsi            | Fenâri Îsâ moskee                    | Kerk van de heilige Johannes            | Moskee          | 908           | Fatih, Istanbul           |
|      | Hirami Ahmet Pasha Mosque          | Hirami Ahmet Pashamoskee             | Heilige Johannes de Doper kerk          | Moskee          | onbekend      | Fatih, Istanbul           |
|      | Meryem Ana Kilisesi                | Heilige Maria kerk                   | Heilige Mariakerk in Blachernae         | Kerk            | 1867          | Fatih, Istanbul           |
|      | Kanlı Kilise                       | Bloederige Kerk                      | Kerk van Theotokos                      | Kerk            | 1281          | Fatih, Istanbul           |
|      | Bodrum Camii                       | Bodrum-moskee                        | Myrelaion                               | Moskee          | 922           | Fatih, Istanbul           |
|      | Kefeli Camii                       | Moskee van de Kaffarioten            | Kerk van de heilige Nicolaas            | Moskee          | onbekend      | Fatih, Istanbul           |
|      | Fethiye Camii                      | Fethiyemoskee                        | Kerk van de vreugdevolle moeder van god | Kerk            | 1087          | Fatih, Istanbul           |
|      | Küçuk Ayasofya Camii               | Kleine Hagia Sophiamoskee            | Kerk van de Heilige Sergius en Bacchus  | Moskee          | 536           | Eminönü, Istanbul         |
|      | Sveti Stefan Kilisesi              | Heilige Stefanus kerk                | Heilige Stefanus kerk                   | Kerk            | 1849          | Fatih, Istanbul           |
|      | İmrahor Camii                      | İmrahor Moskee                       | Johannes de Doper klooster              | Moskee          | 462           | Fatih, Istanbul           |
|      | Kalenderhane Camii                 | Kalenderhanemoskee                   | Heilige maagd-kerk                      | Moskee          | 12e eeuw      | Fatih, Istanbul           |
|      | Gül Camii                          | Roos Moskee                          | Heilige Theodosiakerk                   | Moskee          | onbekend      | Fatih, Istanbul           |
|      | Vefa Kilise Camii                  | Kerk-Moskee van Vefa                 | Kerk van de heilige Theodorus           | Moskee          | ongeveer 1100 | Fatih, Istanbul           |
|      | Atik Mustafa Paşa Camii            | Atik Mustafa Pasha Moskee            | Kerk van de heilige Petrus              | Moskee          | 1059          | Fatih, Istanbul           |
|      | Saint Esprit Kilisesi              | Kathedraal van de heilige geest      | Kathedraal van de heilige geest         | Kerk            | 1864          | Wijk, Istanbul            |